# Campylostemon
Campylostemon es un género de plantas con flores  pertenecientes a la familia Celastraceae. Comprende 14 especies descritas y de estas, solo 11 aceptadas.

## Taxonomía
El género fue descrito por  Friedrich Martin Josef Welwitsch ex Hook.f.  y publicado en Genera Plantarum 1: 998. 1867. La especie tipo es: Campylostemon angolense

## Especies seleccionadas
- Campylostemon angolense
- Campylostemon angolensis
- Campylostemon bequaerti